# Nuklid
Nuklid je atom hemijskog elementa za koji je tačno poznat ne samo redni ili atomski broj , već i ukupan broj nukleona (protona i neutrona) u atomskom jezgru. Prema svojstvima jezgra, nuklidi se dele na stabilne i nestabilne. Nestabilni nuklidi ili radionuklidi pokazuju svojstvo radioaktivnosti i njihova se količina u uzorku tokom vremena smanjuje prema zakonitostima radioaktivnog raspada.
U prirodi postoji preko 92 hemijska elementa i još 12 veštački proizvedenih, a poznato je oko 1500 različitih nuklida, od kojih je 350 prirodnih i 1100 veštačkih. Većina nuklida je nestabilna (radioaktivna), oko 1200. Pogodna kombinacija protona i neutrona čini atomsko jezgru stabilnom, čim je drugačije jezgro se nastoji izbacivanjem nukleona približiti stabilnoj konfiguraciji. Energijski nivoi u jezgru se popunjavaju kako bi se dostigla konfiguracija minimalne energije tj. maksimalne stabilnosti.

## Radionuklid
Radionuklid ili radioizotop je nuklid kod kojeg postoji višak mase ili energije, pa stabilnost postiže radioaktivnim raspadom: alfa raspad, beta raspad (beta minus i beta plus), gama zračenje, elektronski zahvat i drugi. Nuklid je atom hemijskog elementa za koji je točno poznat ne samo redni ili atomski broj Z, već i ukupan broj nukleona (protona i neutrona) u atomskom jezgru. Prema svojstvima jezgre, nuklidi se dele na stabilne i nestabilne. Nestabilni nuklidi ili radionuklidi pokazuju svojstvo radioaktivnosti i njihova se količina u uzorku toekom vremena smanjuje prema zakonitostima radioaktivnog raspada.

### Podela radionuklida
Preko 60 radioaktivnih elemenata ili radionuklida se može naći u prirodi i oni se mogu svrstati u tri kategorije:
- Praiskonski radionuklidi - radioaktivni elementi koji postoje od nastanka Zemlje;
- Kosmogenički radionuklidi - nastali kao posledica kosmičkog zračenja;
- Radionuklidi nastali ljudskom aktivnošću

Radioaktivni elementi se često nazivaju radioaktivnim izotopi, radionuklidi ili jednostavno nuklidi. Postoji preko 1500 različitih radioaktivnih nuklida. Oni se označavaju pomoću hemijskog simbola i atomske mase. Radionuklidi se nalaze u vazduhu, vodi, tlu i u nama, i oni su proizvod nas i naše okoline. Svaki dan mi unosimo u svoje telo nuklide putem vazduha koji dišemo, hrane koju jedemo, vode koju pijemo. Radioaktivnost nalazimo u tlu, stenama, vodi okeana i svakoj građevini i kući. Ona je svuda. Ne postoji mesto na zemlji gde možemo pobeći od prirodne radioaktivnosti.
Prosečna ekvivalentna doza iznosi oko 3 mSv po osobi godišnje. Oko 82% od ukupne primljene apsorbirane doze uzrokuju prirodni izvori zračenja, od kojega je najveći deo od radona. Ostatak od 18% zračenja dolazi od umetnih izvora. To su pre svega medicinske dijagnoze i tretmani.